# أنطونيو فرنانديز (لاعب كرة قدم)
أنطونيو فرنانديز (بالإسبانية: Antonio Fernández Benítez)‏ هو لاعب كرة قدم إسباني، ولد في 5 أبريل 1942 في لقنت في إسبانيا، وتوفي في 23 يناير 2022 في مالقة في إسبانيا. لعب مع نادي مالقا.